# Queijo São Jorge

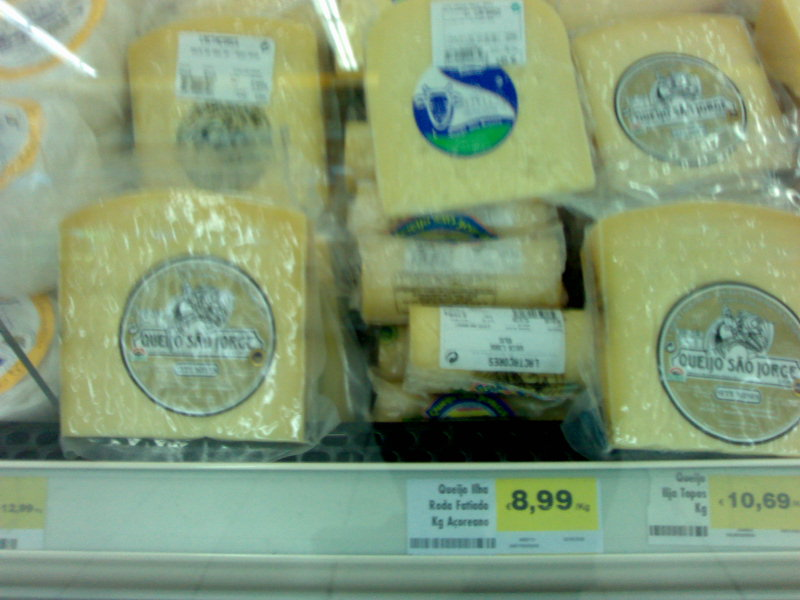
São Jorge ost (Queijo São Jorge)

Queijo São Jorge (portugisiska) eller São Jorge ost är en portugisisk hårdost med skyddad ursprungsbeteckning från ön São Jorge i ögruppen Azorerna i Portugal. Queijo São Jorge är gjord på komjölk.